# Muy Poca Gente
Muy Poca Gente fue un grupo español de indie pop radicado en Zaragoza. Formado en 2000, con la unión de Sergio Algora, que anteriormente había sido líder de El Niño Gusano, banda de referencia del pop indie de los años noventa, y Daniel Garuz. Completaban el grupo Eloy Cases y Rafa Domínguez. Aunque el grupo nunca se disolvió oficialmente, en la práctica quedó inactivo cuando tres de sus miembros (Algora, Garuz y Cases) formaron, junto con Fran Fernández de Australian Blonde, una nueva banda llamada La Costa Brava.

## Discografía
- En flor, Grabaciones en el Mar, 2001.
- Con zapatos nuevos, Grabaciones en el Mar, 2001.